# Каафіорд
Каафіорд (норв. Kåfjorden, півн.-саам. Njoammelgohppi або Ко-фіорд) — фіорд Атлантичного океану в муніципалітеті Алта у фюльке Фіннмарк у Норвегії. Фіорд довжиною 8 кілометрів (5,0 миль) відгалужується від головного Алта-фіорду. Село Каафіорд і церква з однойменною назвою розташовані вздовж північного узбережжя фіорду. Шосе Європейського маршруту E06 проходить уздовж північного узбережжя фіорду. Міст через Каафіорд був побудований у 2013 році, щоб скоротити маршрут шосе E6 навколо фіорду.
За часів Другої світової війни, після німецької окупації Норвегії, в Ко-фіорді розташовувалася військово-морська база Крігсмаріне. Протягом 1942—1944 років тут базувався найпотужніший лінкор німецького флоту — «Тірпіц», на який британський флот та повітряні сили здійснили чисельні атаки. У вересні 1943 року в ході операції «Сорс» на нього полювали надмалі підводні човни типу «X». Пізніше Королівська військова авіація здійснювала неодноразові нальоти на місце базування лінкора: операція «Тангстен» (квітень 1944 року), «Маскот» (липень 1944 року), «Гудвуд» (серпень 1944 року), «Параван» (вересень 1944 року). Після цієї операції «Тірпіц» перемістили до Тромсе, де врешті-решт у листопаді 1944 року його потопили при проведенні бомбардування в ході операції «Катехізм».